# Unreines Gebiet
Als unreines Gebiet oder Unreingebiet werden Meeresbereiche in Ost- und Nordsee bezeichnet, in denen größere Mengen Munition aus Kriegsereignissen und deren Folgen auf dem Meeresgrund liegt. Vereinzelt liegt diese Munition auch in Binnengewässern.

## Hintergrund
Unzählige Minen, Granaten und Torpedos aus dem Zweiten Weltkrieg liegen noch in den genannten Gewässern. Nach Schätzungen handelt es sich um 1,5 Millionen Tonnen Weltkriegsmunition. Teilweise wurde sie von Deutschen versenkt, andere wurde nach dem Krieg im Auftrag der Siegermächte im Meer abgeladen, teilweise in Flachgewässer. Kampfstoffmunition und etwa 200 V1-Marschflugkörper wurden unmittelbar vor der Kapitulation vom Hafen Flensburg aus dem Zugriff der Alliierten entzogen und zur Versenkung vor den Ausgang der Flensburger Förde verbracht.

## Auswirkungen
Wird Munition außerhalb dieser unreinen Gebiete gefunden, wird diese beseitigt. Innerhalb der Gebiete erfolgen normalerweise keine Bergungen.
Das Überfahren dieser Gebiete ist gestattet, jedoch darf nicht geankert werden, um die Berührung von Ankern oder Ketten mit der Munition zu vermeiden.

## Kolberger Heide
Die Kolberger Heide ist eines der größten Altlastenlager in der Ostsee. Es liegt innerhalb des FHH-Gebietes Küstenlandschaft Bottsand – Marzkamp u. vorgelagerte Flachgründe. Auf Anweisung der Alliierten wurden im Flachgebiet große Mengen an Munition versenkt. Teile davon wurden wegen der wertvollen Metalle nach dem Krieg wieder gehoben. Bei der Vorbereitungen zu den Segelwettbewerben der Olympischen Spiele 1972 in Kiel wurden große Mengen Munition vor Ort gesprengt. Der Meeresabschnitt am Rande der Schifffahrtsstraße ist nicht als offizielle Versenkungsstelle in den Seekarten verzeichnet, jedoch als Sperrgebiet gekennzeichnet. Es darf mit Wasserfahrzeugen überhaupt nicht befahren werden. Manchmal werden am Strand Inhaltsstoffe von Kampfmitteln gefunden. Funde von Stangenpulver und dem maritimen Sprengstoffgemisch „Schießwolle“ zählen im Vergleich zum weißen Phosphor aus Brandmunition noch zu den harmlosen Fundstücken, werden jedoch oft mit Fossilien verwechselt.